# Terry Fox
Terry Fox (28. juli 1958 – 28. juni 1981) var en canadisk sportsmand. Han var født i Winnipeg og flyttede til Port Coquitlam, Britisk Columbia med familien i 1966.
I en alder af 18 år mistede han sit højre ben på grund af kræft. Mens han lå på hospitalet og afventede operationen, hørte Terry om en ét-benet løber, som havde deltaget i New York Marathon. Denne historie inspirerede Terry til et initiativ, som skulle vise sig at rejse mange millioner dollar til kræftforskning. Hans mål var at løbe tværs over landet og undervejs indsamle mindst én dollar pr. canadier. 2 år senere havde Terry fået en sponsorat og planlagt den rute, han ville følge. Den 12. april 1980 startede Marathon of Hope i St. John's, Newfoundland.
I begyndelsen var der kun ringe mediemæssig opmærksomhed, men efterhånden som Terry overlevede de farlige veje, lastbiler, som nær havde blæst ham i grøften, hagl så store som golfbolde, politiet, som afskar ham fra at bruge dele af Trans-Canada Highway samt ikke mindst problemer med hans kunstige ben, begyndte hans projekt at gøre indtryk på offentligheden[kilde mangler]. Mediernes interesse begyndte også at vågne. Da Terry Fox nåede Ontario, var han blevet en canadisk helteskikkelse.[kilde mangler]
På sit lange løb vestpå, blev Terry mere og mere generet af en vedvarende hoste. Hans cancer havde dannet metastaser og bredt sig til lungerne, og Terry Fox måtte indlægges på hospital. Han havde løbet i 143 dage – i gennemsnit et marathonløb pr. dag (42,195 kilometer). Undervejs havde han indsamlet 1,7 millioner dollar til kræftforskning. Canadierne oversvømmede nærmest Terry med erklæringer om kærlighed og støtte, og fortsatte med at sende bidrag til hans projekt. Port Coquitlam Postkontor rapporterede, at Terry Fox i december måned 1980 havde fået mere post end alle øvrige private og firmaer i byen – til sammen.[kilde mangler]
Terry Fox døde den 28. juni 1981, én måned før sin 23 års fødselsdag. Hans forældre arbejder stadig for at holde liv i Marathon of Hope. Det første Terry Fox Memorial Run blev afholdt den 13. september 1981 på 880 steder i hele Canada og med mere end 300.000 deltagere.
I 2002 var der mere end 620 internationale løb under navnet Terry Fox Run i 53 lande heriblandt De Forenede Arabiske Emirater, Sydafrika, Mexico, Indien og Ghana. Mere end 1,3 millioner mennesker deltager i løbet hver år. Pr. 2005 er over 360 millioner dollar blevet samlet af løbere i disse løb.